# 4575 Broman
4575 Broman (1987 ME1) là một tiểu hành tinh vành đai chính được phát hiện ngày 26 tháng 6 năm 1987 bởi Eleanor F. Helin ở Palomar.